# نر (جنس)

نماد خدای رومی مارس (خدای جنگ) معمولاً برای نمایش جنس نر به کار می‌رود. این همچنین برای سیاره مارس (بهرام، مریخ) می‌ایستد و نماد کیمیاگری برای آهن است.

نَر (♂) (به انگلیسی: Male) یا گاهی مذکر، آن جنس فیزیولوژیک یک سازواره است که گامت شناخته‌شده به اِسپِرم را فرمی‌آورد. یک گامت نر می‌تواند با یک گامت مادهٔ بزرگ‌تر یا اُووم، در فراروند بارورش ملحق و یکی شود. یک نر نمی‌تواند بدون دسترسی به دست‌کم یک اووم از یک ماده جنسیگانه بازفرآورد، ولی برخی سازواره‌ها می‌توانند هردوی جنسیگانه و آجنسیگانه بازبیافریند. بیشتر ممال‌های نر، شامل انسان‌های نر، یک فام‌تن Y دارند، که برای فرآورش مقدارهای بزرگ‌تر تستوسترون برای توسعهٔ اندام‌های بازفرآورندهٔ نر کد می‌کند. همهٔ گونه‌ها یک راژمان جنس-نام‌گذاری مشترک به اشتراک نمی‌گذارند. در بیشتر جانوران، شامل انسان‌ها، جنس ژنیکانه تعیین‌شده است؛ هرچند گونه‌هایی همچون شپش زبان‌خوار جنس را وابسته بر شمار ماده‌های حاضر در نزدیکی تغییر می‌دهند. نر می‌تواند همچنین برای بازبرد به جنسیت به کار برود.
در بیشتر جانداران به‌خصوص موجودات فرگشته، دو جنسیت اصلی دیده می‌شود: نر و ماده.
وظیفه جنس نر معمولاً بارورسازی جنس ماده است و جنس ماده نیز وظیفهٔ زایش را بر عهده دارد.

## ریشه‌شناسی
واژه عربی مُذَکَّر از ریشه ذَکَر (ḏakar) گرفته شده که به معنای (آلت تناسلی مرد، آلت تناسلی نر، آلت مردی، آلت جنسی، فالوس، نراندامه، کیر، نره) که خود هم‌ریشه است با عبری זָכָר (zachár) که احتمالاً از ریشه ایرانی کیر (kêr) گرفته شده است.
واژه فارسی نَر از پارسی میانی nar و اوستایی nairya (به معنای مرد، مردانه) که هم‌ریشه است با سانسکریت nara (به معنای انسان یا حیوان نر) و احتمالاً از ریشه زبان نیاهندواروپایی *h₂nḗr (به معناهای مرد، توان، نیرو، نر، زور، انرژی حیاتی) گرفته شده است.